# 王節
王節（1599年—1660年），字貞明，號惕齋，南直隸蘇州府吳縣人，明末清初詩人、官員。

## 生平
王節早年為諸生，尚氣節。天啟年間，魏忠賢得勢，周順昌下獄，吳縣士民以為冤。王節偕諸人要求應天巡撫毛一鷺上聞民情，遭到拒絕。王節直斥毛一鷺，被除名監禁。天啟七年（1627年），魏忠賢敗，王節方得還。不久，閹黨顧秉謙去職歸吳，王節不顧應天巡撫曹文衡叱責，偕吳中諸生將其驅逐。
崇禎十二年（1639年）己卯科應天鄉試舉人。清軍破南都，領江南。府縣敦促王節就會試。王節對家人道：「宋末，諸儒教授郡邑，或主書院山長，吾其就職也」。署湖廣桃源縣教諭。不久請歸。卒年六十二。